# Kinas administrative regioner efter areal
Denne liste viser Kinas administrative regioner sorteret efter deres totale arealer.
Taiwanprovinsen, som er under Republikken Kinas jurisdiktion, er udeladt fra listen. Hongkong og Macao, som ikke er del af Fastlandskina, men er særlige administrative regioner under Folkerepublikken Kina, er anført i slutningen, så man kan sammenligne.
Bemærk at følgende tal er fra forskellige kilder og måske ikke er helt nøjagtige. Vær venlig at rette eventuelle fejl du måtte finde.

## Areal i alt i km² (procent af samlet areal)
1. Xinjiang – 1.660.000 (17,3 %)
2. Tibet – 1.228.400 (12,8 %)
3. Indre Mongoliet – 1.183.000 (12,3 %)
4. Qinghai – 721.000 (7,51 %)
5. Sichuan – 485.000 (5,05 %)
6. Heilongjiang – 460.000 (4,79 %)
7. Gansu – 454.000 (4,73 %)
8. Yunnan – 394.100 (4,11 %)
9. Guangxi – 236.700 (2,47 %)
10. Hunan – 211.800 (2,21 %)
11. Shaanxi – 205.800 (2,14 %)
12. Hebei – 187.700 (1,96 %)
13. Jilin – 187.400 (1,95 %)
14. Hubei – 185.900 (1,94 %)
15. Guangdong – 177.900 (1,85 %)
16. Guizhou – 176.100 (1,83 %)
17. Henan – 167.000 (1,74 %)
18. Jiangxi – 166,900 (1,74 %)
19. Shanxi – 156.800 (1,63 %)
20. Shandong – 156.700 (1,63 %)
21. Liaoning – 145.900 (1,52 %)
22. Anhui – 139.400 (1,45 %)
23. Fujian – 121.400 (1,26 %)
24. Jiangsu – 102.600 (1,07 %)
25. Zhejiang – 101.800 (1,06 %)
26. Chongqing – 82.300 (0,858 %)
27. Ningxia – 66.000 (0,688 %)
28. Hainan – 33.920 (0,353 %)
29. Beijing – 16.808 (0,175 %)
30. Tianjin – 11.000 (0,124 %)
31. Shanghai – 6.340,5 (0,066 %)

Til sammenligning:
- Hongkong – 1.092 (0,0114 %)
- Macao – 27,3 (0,000284 %)